# ادینگتون (اکلاهما)
ادینگتون(به انگلیسی: Addington) شهری در ایالت اکلاهما کشور ایالات متحده آمریکا است که جمعیت آن در سرشماری سال ۲۰۱۰ میلادی، ۱۱۴ نفر بوده‌است.